# Kevin Stuhr Ellegaard
Kevin Stuhr Ellegaard, nato Kevin Stuhr Larsen (Copenaghen, 23 maggio 1983), è un ex calciatore danese, di ruolo portiere.

## Carriera
Cresce calcisticamente in Danimarca, ma i primi passi da professionista li muove in Inghilterra. Durante la stagione 2003-2004 colleziona quattro presenze in Premier League, difendendo la porta del Manchester City. Il debutto ufficiale è avvenuto il 9 novembre 2003, partendo titolare nella sconfitta interna contro il Leicester (0-3) a causa dei problemi fisici degli altri due portieri David Seaman e Nicky Weaver. Nel gennaio 2005 è stato prestato per un mese al Blackpool, con cui ha giocato due partite in Football League One.
Nel giugno 2005 si trasferisce in Germania, firmando con l'Hertha Berlino. Nei due anni di permanenza scende in campo con la prima squadra solo in due partite di campionato, entrambe disputate nel gennaio 2007, giocando spesso con la squadra riserve.
Nell'estate 2007 il ventiquattrenne Stuhr Ellegaard è tornato in Danimarca, ingaggiato dal Randers. Gioca tutte le partite delle prime due stagioni, mentre nel settembre del 2009 il nuovo allenatore John Jensen lo relega in panchina, facendolo tornare titolare un mese più tardi complici le prestazioni non soddisfacenti dell'altro portiere Nathan Coe. Nel giugno 2010 Stuhr Ellegaard e il Randers hanno deciso di separarsi, non trovando un accordo per il rinnovo.
Durante la stagione 2010-2011 la formazione olandese dell'Heerenveen si è ritrovata in emergenza portieri dopo l'infortunio di Brian Vandenbussche e ha deciso di firmare il danese, inizialmente come riserva di Kenny Steppe. Stuhr Ellegaard tuttavia è riuscito a imporsi come titolare, collezionando 28 presenze.
Nel gennaio 2012 Stuhr Ellegaard, rimasto svincolato dall'Heerenveen visto il rientro di Vandenbussche, ha firmato un contratto triennale con gli svedesi dell'Elfsborg. Al termine di quella stagione l'Elfsborg ha chiuso l'Allsvenskan 2012 al primo posto ed è diventato campione di Svezia. Nel giugno 2014 ha firmato un rinnovo fino al termine della stagione 2017. Prima dell'inizio dell'Allsvenskan 2015 è stato nominato nuovo capitano della squadra.
Nel settembre 2019, a otto giornate dalla fine dell'Allsvenskan 2019, ha ricevuto la notizia che il suo contratto in scadenza con l'Elfsborg non sarebbe stato rinnovato. Questo fatto lo ha portato ad attaccare sui media l'allenatore Jimmy Thelin e il direttore sportivo Stefan Andreasson, critiche che lo hanno portato ad essere messo fuori rosa.
Trascorsi gli 8 anni all'Elfsborg durante i quali ha collezionato 216 presenze nel solo campionato, Stuhr Ellegaard è tornato a giocare in Danimarca dopo essersi accordato con l'FC Helsingør, società che all'epoca militava nella terza serie nazionale ma che a fine stagione ha centrato la promozione in seconda serie. Stuhr Ellegaard si è ritirato dal calcio giocato nel dicembre 2021, durante la pausa invernale della 1. division 2021-2022.

## Palmares

### Competizioni Nazionali
- Campionato svedese: 1

Elfsborg: 2012
- Coppa di Svezia: 1

Elfsborg: 2013-2014